# توني فرنانديز
أنتونيو فرنانديز كاسينو (مواليد 15 يوليو 2008) هو لاعب كرة قدم إسباني يلعب كمهاجم/ جناح في نادي برشلونة أتليتيك .

## المسيرة الكروية
وُلد في روبي، برشلونة، كاتالونيا،  انضم كلاعب شاب إلى أكاديمية الشباب  لنادي برشلونة في الدوري الإسباني لكرة القدم. كان يُعتبر "أحد أكثر المواهب الواعدة في برشلونة" أثناء لعبه مع النادي. في سبتمبر وأكتوبر 2024، تمّ ضم فرنانديز إلى تشكيلة الفريق الأول لعدة مباريات في الدوري الإسباني ودوري أبطال أوروبا، لكنه ظل على مقاعد البدلاء في جميعها.  في 4 يناير 2025، أصبح فرنانديز ثاني أصغر لاعب يُشارك لأول مرة مع برشلونة في سن 16 عامًا و173 يومًا.

## أسلوب اللعب
مركزه الرئيسي هو المهاجم. يلعب بالقدم اليسرى. 

## الحياة الشخصية
ابن عم فرنانديز هو زميله في نادي برشلونة غيلي فرنانديز ؛ والدا اللاعبين إخوة وأمهاتهم أخوات أيضًا. 

## إحصائيات المهنة

### النادي
آخر تحديث match played 4 January 2025
.
| النادي        | موسم          | الدوري          | الدوري    | الدوري  | كأس ملك إسبانيا | كأس ملك إسبانيا | أوروبا    | أوروبا  | آخر       | آخر     | المجموع   | المجموع |
| النادي        | موسم          | قسم             | التطبيقات | الأهداف | التطبيقات       | الأهداف         | التطبيقات | الأهداف | التطبيقات | الأهداف | التطبيقات | الأهداف |
| ------------- | ------------- | --------------- | --------- | ------- | --------------- | --------------- | --------- | ------- | --------- | ------- | --------- | ------- |
| برشلونة ب     | 2024–25       | الاتحاد الأول   | 5         | 2       | —               | —               | —         | —       | —         | —       | 5         | 2       |
| برشلونة       | 2024–25       | الدوري الاسباني | 0         | 0       | 1               | 0               | 0         | 0       | 0         | 0       | 1         | 0       |
| إجمالي المهنة | إجمالي المهنة | إجمالي المهنة   | 5         | 2       | 1               | 0               | 0         | 0       | 0         | 0       | 6         | 2       |

## الأوسمة
برشلونة
- الدوري الإسباني : 2024-2025
- كأس ملك إسبانيا : 2024-2025
- كأس السوبر الإسباني : 2025